# Vroom in the Night Sky
Vroom in the Night Sky (intitulé Soratobu Bunbun Baan () dans la version originale japonaise) est un jeu vidéo d'action développé et édité par Poisoft, sorti en mars 2017 au lancement de la Nintendo Switch, en téléchargement uniquement.

## Développement et commercialisation
Le jeu est développé et édité par Poisoft, un studio japonais indépendant de développement qui se compose de 4 membres. Vroom in the Night Sky sort au lancement de la Nintendo Switch. D'abord, le 3 mars 2017 au Japon et en Europe ; puis le 5 mars 2018 en Amérique du Nord. Il est commercialisé uniquement sous format dématérialisé via la boutique en ligne de la console.

## Accueil
Vroom in the Night Sky obtient une moyenne de 17 % sur le site web d'agrégateur de notes Metacritic, en se basant sur 15 avis de sites et magazines spécialisés dans le jeu vidéo. Ainsi, dans le classement de Metacritic sur les jeux vidéo qui ont reçu les pires notes de l'année 2017, il se positionne à la première place. Par la même occasion,  il est le 3e jeu vidéo avec la plus basse note (parmi ceux qui ont reçu plus de 7 critiques) depuis la création du site, derrière Family Party: 30 Great Games Obstacle Arcade et Ride to Hell: Retribution, avec respectivement un score de 11 % et 16 %,.
Le journal Le Monde, après avoir testé la quasi-totalité des 18 jeux au lancement de la Nintendo Switch, considère Vroom in the Night Sky comme le titre « le plus médiocre » et lui accorde la note de 1/5.